# 红利普基农村居民点
红利普基农村居民点（俄语：Краснолиповское сельское поселение）是俄罗斯联邦伏尔加格勒州弗罗洛沃区所属的一个农村居民点。其下辖有6个居民点，行政中心为红利普基。据2016年统计，该农村居民点的人口为1280人。